# Micrathena tziscao
Micrathena tziscao är en spindelart som beskrevs av Levi 1985. Micrathena tziscao ingår i släktet Micrathena och familjen hjulspindlar. Inga underarter finns listade i Catalogue of Life.